# Municipio de Teteles de Ávila Castillo
El municipio de Teteles de Ávila Castillo es uno de los 217 municipios del estado mexicano de Puebla. Su cabecera es la localidad de Teteles de Ávila Castillo.

## Historia
La historia de Teteles se remonta a una época misteriosa, una época donde las leyendas y los mitos eran parte importante de la ideología y creencias de la gente, donde el cielo aún más azul que el de hoy, contaba la historia de un gran pueblo y sus dioses. Antes de que los españoles llegaran a México, en Teteles se asentó una ciudad Azteca, ciudad de guerreros y agricultores.
La leyenda cuenta que alrededor de los años 1520 a 1521, llegó a Teteles enviado por Cuauhtémoc el príncipe de sangre noble Hueltoc o Olinteutle, acompañado de su bella esposa Xochiquetzal (Primorosa Flor). A su llegada no fue bien recibido por los habitantes que lo consideraban un extraño, por lo que tuvo el atino de unirse en matrimonio con la hija del cacique principal de la región, llamada Ixmicoatl (Víbora que Brilla); a partir de esta unión Olinteutle se ganó la confianza y hasta el aprecio de los pobladores del lugar.
Olinteutle se enamoró del lugar, llegó a considerarlo parte de él, se dice que desde el cerro de Tlatlahuquitepec encendía grandes fogatas que ocupaba para mantener comunicación con los pueblos lejanos de Nautla y Papantla, además el cerro servía para realizar los sacrificios, tan importantes para la cultura de aquel entonces; la naturaleza geográfica hace de este cerro un lugar místico ya que por su ubicación y altura el fuego alcanzaba a verse aun en el golfo de México. Incluso en nuestros días es posible vislumbrar durante las frías madrugadas, las costas del mar.
Cuando Olinteutle supo que en las costas habían desembarcado hombres blancos, barbados y montado en grandes venados recordó el anuncio de Quetzalcóatl “Unos Hombres montados en grandes venados llegarían en casas de agua para acabar con el imperio de los aztecas y establecer una cultura al compás de otra religión basada en el culto de un solo dios que prohibía los sacrificios humanos”.
Se reunieron los sabios y los notables del lugar, discutieron que hacer ante la situación y Olinteutle propuso sepultar toda la ciudad para que así las riquezas no cayeran en manos extranjeras; una vez realizada la tarea, el éxodo comenzó, las mujeres y los niños se dirigieron a la ciudad de Tenochtitlán en busca de refugio, los hombres marcharon valientemente a formar parte de los ejércitos aztecas, dispuestos a morir defendiendo su tierra y su raza.
Al principio hicieron frente a los extraños que llegaban a profanar y acabar con todo lo sagrado y sublime para ellos; sin embargo la lucha no era justa, los españoles tenían armas que disparaban fuego, de sus ropas colgaban piedras que los protegían de las flechas y los grandes venados los llevaban rápidamente a cualquier sitio, esto no era una lucha noble, era un genocidio, Olinteutle y sus guerreros se vieron obligados a huir, encontrando refugio en una cueva de Xocayucan, sobre un camino rumbo a Tlatlauquitepec.
Por las noches Olinteutle salía de la cueva a observar celosamente su amada ciudad, se sentaba cerca de los 23 montículos ingeniosamente ocultos mirándolos como un padre que cuida de su hijo. El tiempo pasó, el gran señor quedó viejo y solo, sus acompañantes partieron en busca de un mejor refugio, mientras él seguía errando por las noches, cuidando lo que sus manos habían sepultado. Se dice que una noche de luna, después de pasar horas contemplando lo que antes había sido majestuoso, Olinteutle camino lentamente hasta una gruta lejos de su hogar dispuesto a morir en paz, así sus restos descansan en una oscura cueva de Mazatepec, cubiertos por las estelas que dejan a su paso las estalactitas y estalagmitas.
Toda esta historia tiene su respaldo en dos textos: unos jeroglíficos que se encuentran esculpidos en la cueva donde Olinteutle paso gran parte de su vida, (sin embargo estos han ido deteriorándose por el paso del tiempo y tal vez por la acción de personas indiscretas) y un pergamino en lengua Mexicana y Castellana en el cual se relata al fundación de la ciudad y el paso se Cortés por el lugar. Este documento estaba en manos de un habitante del vecino pueblo de Yaonáhuac, sin embargo alrededor de 1980 el jefe de una misión cultural don José de la Luz, hizo amistad con el ciudadano y lo convenció para que el entregara el documento, que se llevó consigo.
Existe otra leyenda, en una de las pirámides se encuentra el cuerpo momificado de Xochiquetzal la esposa preferida de Olinteutle, rodeada de joyas y vestiduras ornamentadas que marcan su estirpe y categoría. Las demás pirámides tienen una arquitectura similar a la de Tenochtitlán, con graderías, monumentos funerarios y oratorios.
Esta historia nos hace notar la gran nobleza de la cual eran poseedores nuestros antepasados, además descubre la magia del pueblo tetelence, ya que por las venas de este lugar corre sangre de los grandes reyes del pasado, pues Olinteutle era descendiente de los fundadores de Tenochtitlán, gran amigo de Moctezuma (El Águila que Cae) y Cuauhtémoc (El sol Cae en su Ocaso).
Este es un episodio de nuestro origen, un episodio que tiene por testigos esos montículos, que suavemente murmuran la muerte de una civilización, que prefirió verse antes sepultada a masacrada y martajada por otra que irrumpió gracias al destino e impuso la espiritualidad por medio de la violencia.
Actualmente caminando entre los montículos la tierra se siente muy suave, hace algunos años aún se encontraban viejos ídolos y vestigios de lo que anteriormente fue una gran ciudad. Sin embargo al destino ha vuelto a hacer de las suyas, la gente del lugar en busca de una mejor oportunidad de vida, ha ocupado el recinto para la agricultura y el ganado, sin darse cuenta del daño que le ha hecho a las pirámides.

## Toponimia
Las raíces náhuatl que integran el nombre de Teteles, son: tetelti, "montón de piedras", pero se hace alusión al sepulcro de los monarcas.

## Geografía
Tiene una superficie de 8,93 km2 que lo ubica en el 217.º lugar con respecto a los demás municipios del Estado.

## Clima
El Clima es húmedo y semifrio, 
con lluvias y nublados frecuentes es un excelente clima y permite cultivar frutas de temporada como son: Manzana, aguacate, ciruela de diversas variedades, pera, capulin, higos, nueces, durazno, etc. En si es un clima muy agradable, frío en invierno, cálido en primavera, lluvioso en verano y nuevamente caluroso en otoño.

### Límites
- Al Norte: Con Yaonáhuac y Hueyapan,
- Al Este: Con Chignautla,
- Al Sur: Con Atempan y
- Al Oeste: Con Yaonáhuac y Tlatlauquitepec.

### Cultura
En este Municipio existe un grupo de ciudadanos comprometidos con la comunidad que desarrollan actividades de tipo cultural, entre ellas el rescate de tradiciones y tienen un proyecto denominado Tetelictic, cuyo objetivo es descubrir parte de nuestra historia a través del rescate de la Zona Arqueologíca del mismo nombre.

## Demografía
Los datos demográficos del municipio son:
Población total del municipio: 5.556
- % de 15 años y más analfabeta 20,5
- % de 15 años y más con primaria incompleta 28,3
- % de monolingües 1,0
- % sin derechohabiencia a servicio de salud 91,7

- Porcentaje de población ocupada en el sector primario	43,0
- Porcentaje de población ocupada que no recibe ingreso por trabajo	17,6
- Porcentaje de población ocupada que recibe de 1 hasta 2 salarios mínimos	38,5

- Porcentaje de viviendas con piso de tierra	50,3
- Porcentaje de vivienda que no dispone de agua entubada	18,9
- Porcentaje de vivienda que no dispone de drenaje	82,8
- Porcentaje de vivienda que no dispone de energía eléctrica	12,4
- Porcentaje de vivienda que no dispone de agua entubada, drenaje ni energía eléctrica	7,7